# London Borough of Lambeth

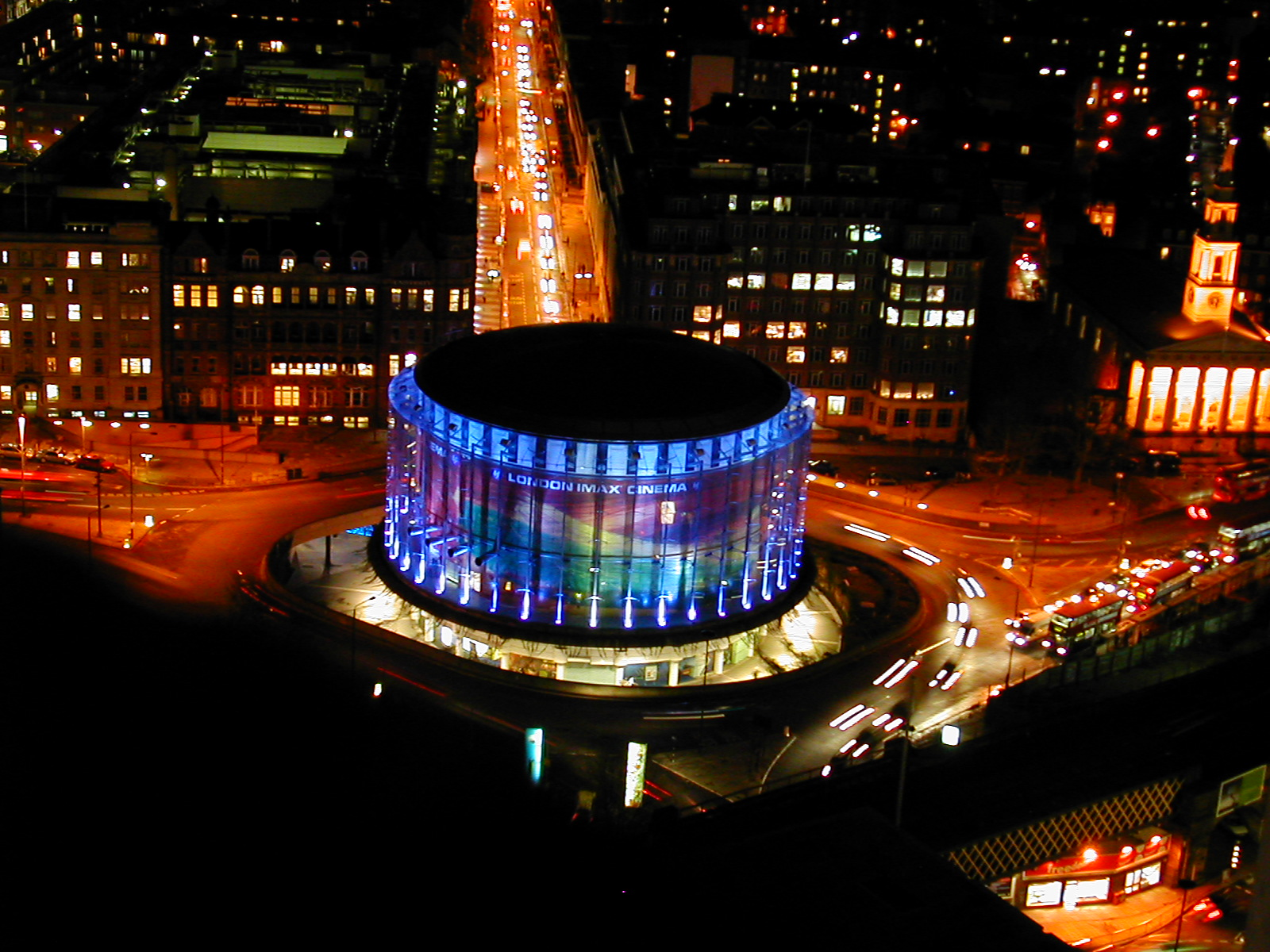
BFI London IMAX

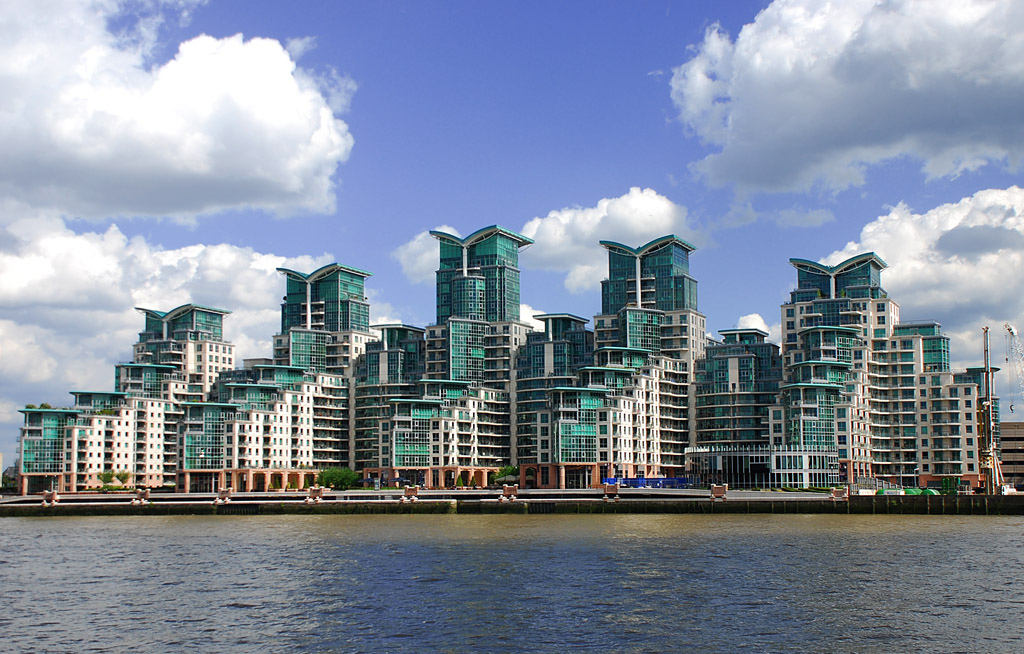
Nadbrzeże św. Jerzego w dzielnicy Lambeth

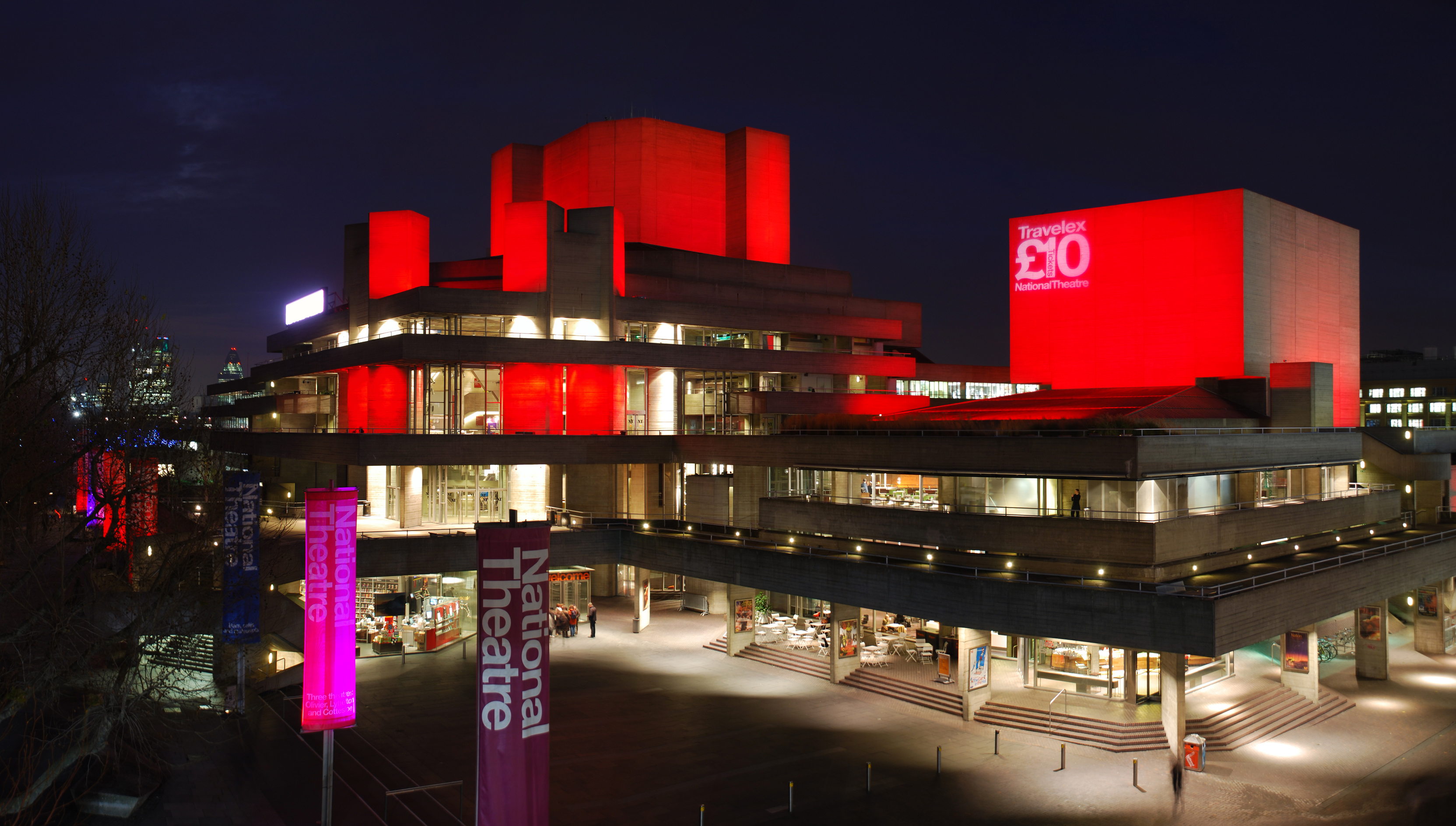
Royal National Theatre

London Borough of Lambeth – jedna z 32 gmin Wielkiego Londynu położona w jego południowej części. Wraz z 11 innymi gminami wchodzi w skład tzw. Londynu Wewnętrznego. Władzę stanowi Rada Gminy Miejskiej Lambeth (ang. Lambeth London Borough Council). Miejsce konferencji biskupów Kościoła anglikańskiego. Odbywa się w Londynie co 10 lat, przewodzi jej arcybiskup Canterbury. Decyzje biskupów w sprawach wiary (doktryny) nie są obowiązujące, ale często wciela się je w życie.

## Historia
Gminę utworzono w 1965 na podstawie ustawy London Government Act 1963 ze stołecznych gmin Lambeth (ang. Metropolitan Borough of Lambeth) oraz dwóch okręgów tj. Streatham i Clapham z Wandsworth (ang. Metropolitan Borough of Wandsworth), które utworzono w 1900 roku w ramach podziału hrabstwa County of London na 28 gmin.

## Geografia
Gmina Lambeth ma powierzchnię 26,82 km², graniczy od wschodu z Southwark i w obrębie jednego skrzyżowania z Bromley, od południa z Croydon i Merton, od zachodu z Wandsworth, zaś od północy przez Tamizę z  City of London i  City of Westminster.
W skład gminy Lambeth wchodzą następujące obszary:
| - Balham - Brixton - Clapham - Crystal Palace – północno-zachodnia część - Gipsy Hill - Herne Hill - Kennington - Knight's Hill - Lambeth | - Loughborough Junction - Oval i The Oval Cricket Ground - Stockwell - Streatham - Tulse Hill - Vauxhall - West Dulwich - West Norwood |

Gmina dzieli się na 21 okręgów wyborczych które nie pokrywają się dokładnie z podziałem na obszary, zaś mieszczą się w trzech rejonach tzw. borough constituencies - Dulwich and West Norwood, Streatham i Vauxhall.
| - Bishop’s (Vauxhall) - Brixton Hill (Streatham) - Clapham Common (Streatham) - Clapham Town (Vauxhall) - Coldharbour (Dulwich and West Norwood) - Ferndale (Vauxhall) - Gipsy Hill (Dulwich and West Norwood) - Herne Hill (Dulwich and West Norwood) - Knight's Hill (Dulwich and West Norwood) - Larkhall (Vauxhall) - Oval (Vauxhall) | - Prince's (Vauxhall) - St. Leonard's (Streatham) - Stockwell (Vauxhall) - Streatham Hill (Streatham) - Streatham South (Streatham) - Streatham Wells (Streatham) - Thornton (Streatham) - Thurlow Park (Dulwich and West Norwood) - Tulse Hill (Streatham) - Vassall (Vauxhall) |

## Demografia
W 2011 roku gmina Lambeth miała 303 086 mieszkańców.
Podział mieszkańców według grup etnicznych na podstawie spisu powszechnego z 2011 roku:
| - Biali Brytyjczycy: 118 250 (39,0%) - Biali Irlandczycy: 7 456 (2,5%) - Podróżnicy irlandzcy: 195 (0,1%) - Pozostali biali: 47 124 (15,5%) - Mieszani Karaibowie: 8 302 (2,7%) - Mieszani Afrykanie: 4 301 (1,4%) - Mieszani Azjaci: 3 574 (1,2%) - Pozostali mieszani: 6 983 (2,3%) - Hindusi: 4 983 (1,6%) | - Pakistańczycy: 3 072 (1,0%) - Banglijczycy: 2 221 (0,7%) - Chińczycy: 4 573 (1,5%) - Pozostali Azjaci: 6 089 (2,0%) - Czarni Afrykanie: 35 187 (11,6%) - Czarni Karaibowie: 28 886 (9,5%) - Pozostali czarni: 14 469 (4,8%) - Arabowie: 1 728 (0,6%) - Pozostałe grupy etniczne: 5 693 (1,9%) |

Podział mieszkańców według wyznania na podstawie spisu powszechnego z 2011 roku:
- Chrześcijaństwo –  53,1%
- Islam – 7,1%
- Hinduizm – 1,0%
- Judaizm – 0,4%
- Buddyzm – 1,0%
- Sikhizm – 0,1%
- Pozostałe religie – 0,6%
- Bez religii – 28,0%
- Nie podana religia – 8,7%

Podział mieszkańców według miejsca urodzenia na podstawie spisu powszechnego z 2011 roku:
| - Wielka Brytania (185 337 – 61,15%) - Jamajka (9 744 – 3,21%) - Portugalia (6 992 – 2,31%) - Polska (6 934 – 2,29%) - Nigeria (6 211 – 2,05%) - Irlandia (5 808 – 1,92%) - Ghana (4 413 – 1,46%) - Australia (3 970 – 1,31%) - Francja (3 667– 1,21%) - Włochy (3 679 – 1,21%) - Somalia (2 492 – 0,82%) - Stany Zjednoczone (2 483 – 0,82%) - Niemcy (2 338 – 0,77%) - Indie (2 261 – 0,75%) | - Południowa Afryka (2 167 – 0,71%) - Hiszpania (2 130 – 0,70%) - Pakistan (1 518 – 0,50%) - Filipiny (1 354 – 0,45%) - Bangladesz (1 086 – 0,36%) - Chiny (1 074 – 0,35%) - Kenia (851 – 0,28%) - Rumunia (705 – 0,23%) - Zimbabwe (637– 0,21%) - Litwa (603 – 0,20%) - Turcja (595 – 0,20%) - Sri Lanka (512 – 0,17%) - Iran (414 – 0,14%) - pozostali (43 111 – 14,22%) |

## Transport

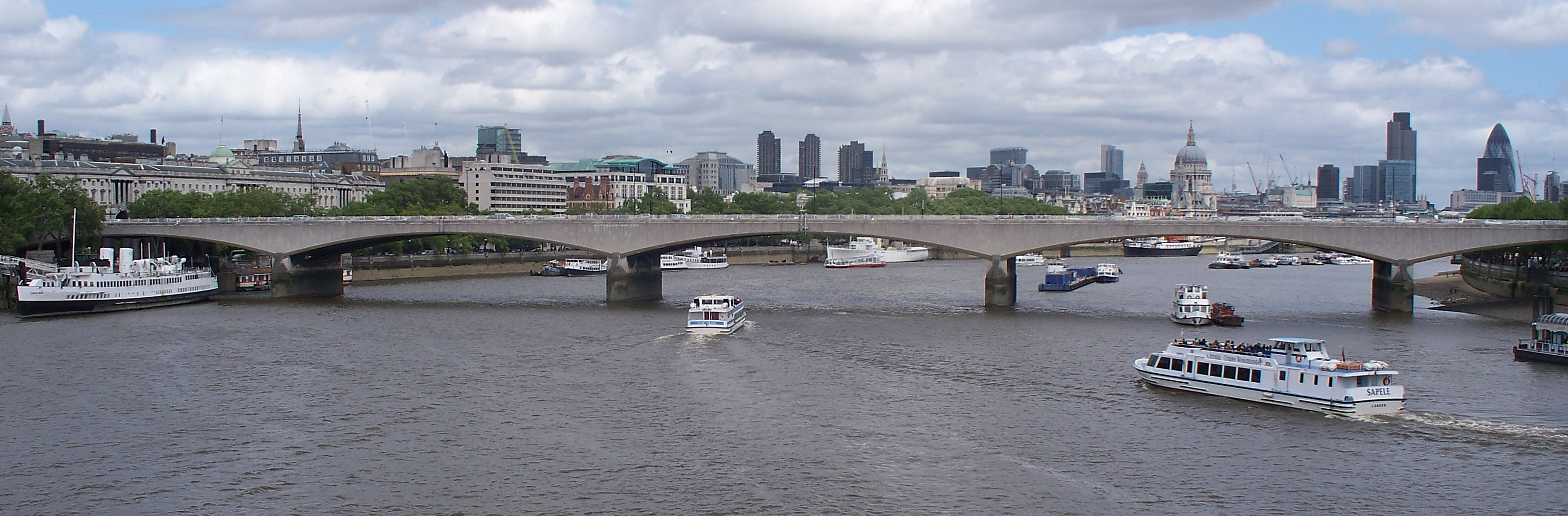
Panorama Waterloo Bridge

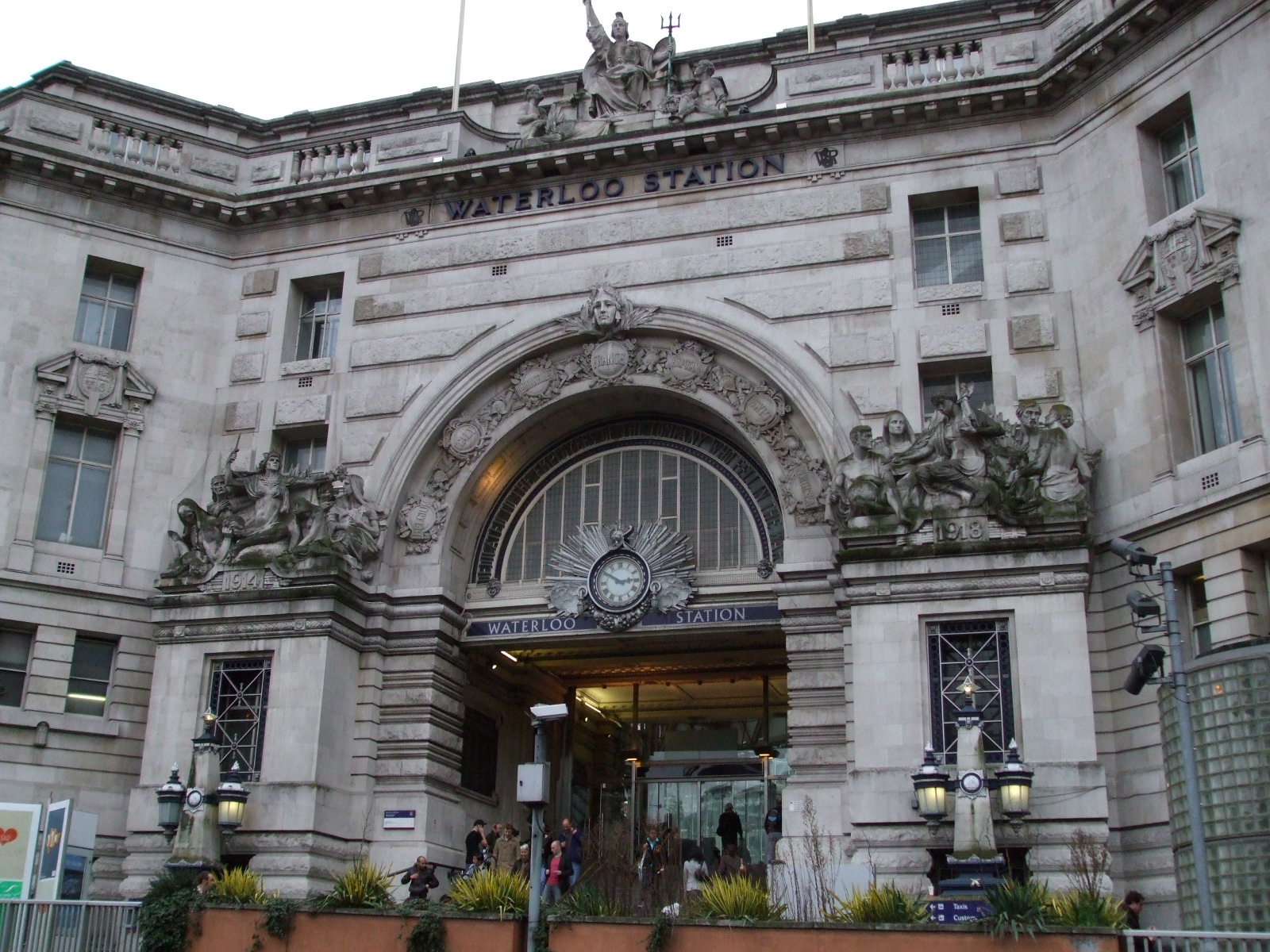
Stacja Waterloo

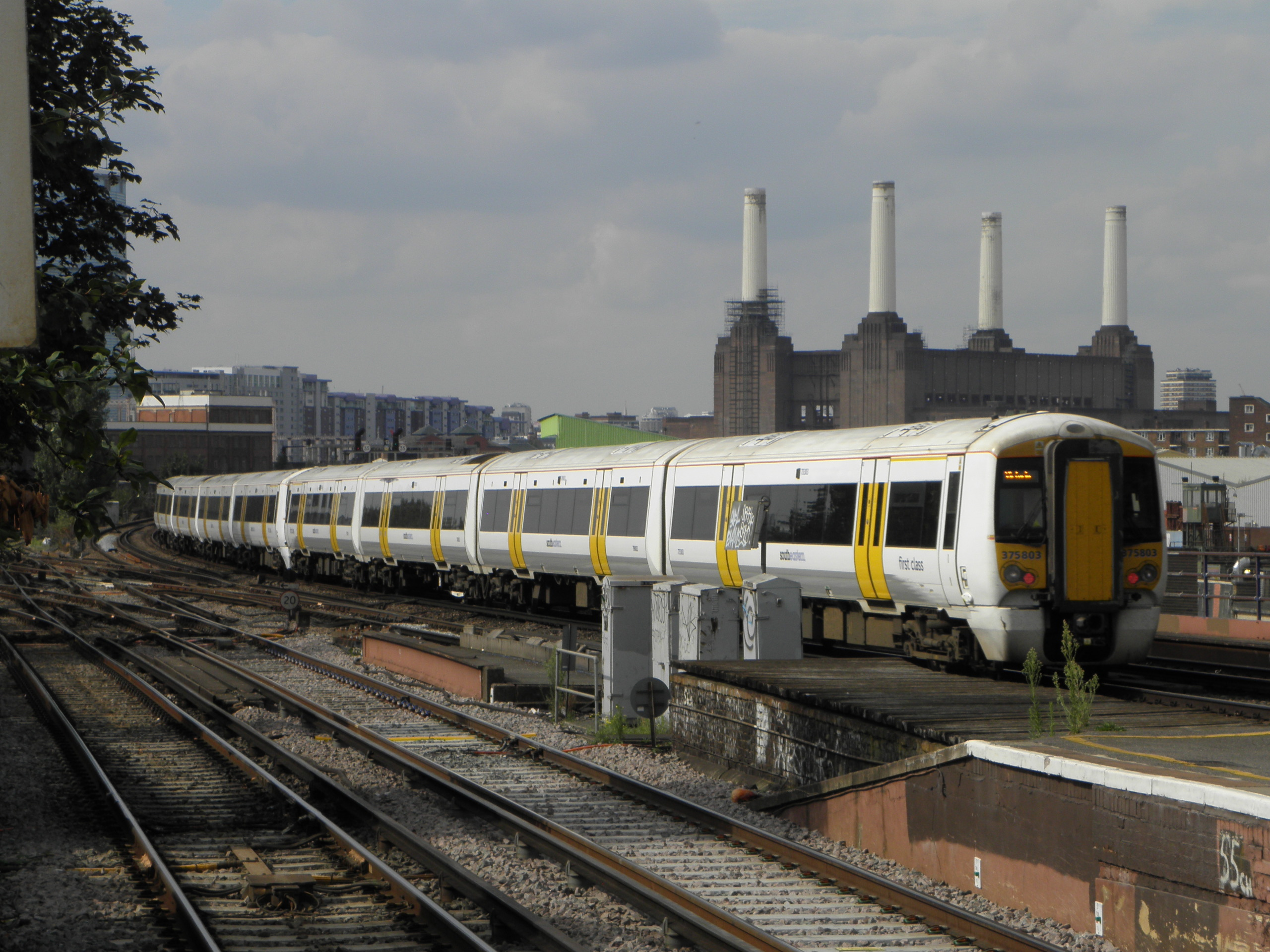
Stacja Wandsworth Road

Przez dzielnicę Lambeth przebiega pięć linii metra: Jubilee Line, Northern Line, Bakerloo Line, Waterloo & City line i Victoria Line.
Stacje metra:
- Brixton – Victoria Line
- Clapham Common – Northern Line
- Clapham North – Northern Line
- Clapham South (na granicy z Wandsworth) – Northern Line
- Kennington (na granicy z Southwark) – Northern Line
- Lambeth North – Bakerloo Line
- Oval – Northern Line
- Stockwell – Northern Line i Victoria Line
- Vauxhall Station – Victoria Line
- Waterloo – Jubilee Line, Northern Line, Bakerloo Line i  Waterloo & City line

Pasażerskie połączenia kolejowe na terenie Lambeth obsługują przewoźnicy Southern, Southeastern, South West Trains oraz   First Capital Connect.
Stacje kolejowe:
- Brixton
- Clapham High Street
- Gipsy Hill – na granicy z Southwark
- Herne Hill
- Loughborough Junction
- Streatham
- Streatham Common
- Streatham Hill
- Tulse Hill
- Vauxhall
- Wandsworth Road
- Waterloo
- Waterloo East
- West Norwood

Mosty:
- Hungerford Bridge
- Lambeth Bridge
- Vauxhall Bridge
- Waterloo Bridge
- Westminster Bridge

Tramwaje wodne - Thames Clippers
Przystanie:
- London Eye Millenium Pier
- St George Wharf Pier

## Miejsca i muzea
- London Eye

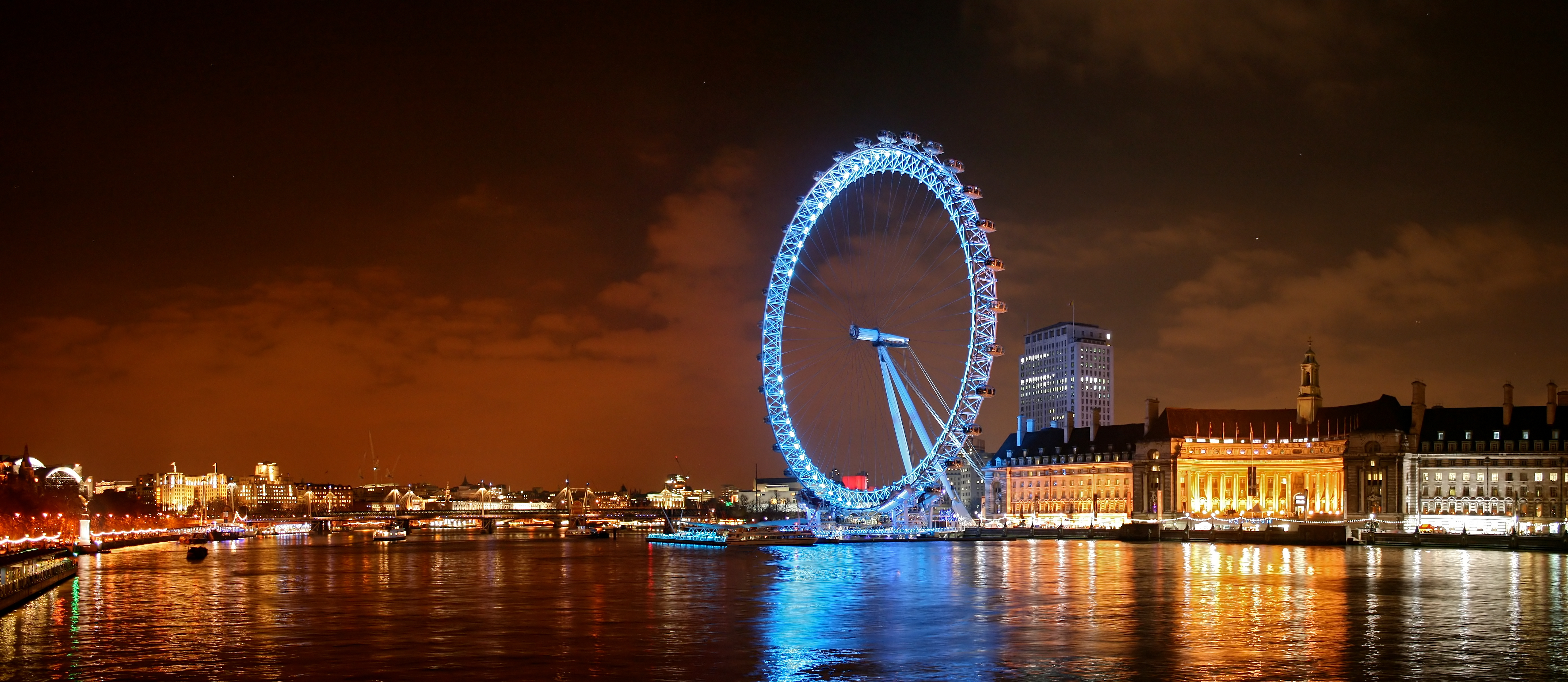
London Eye

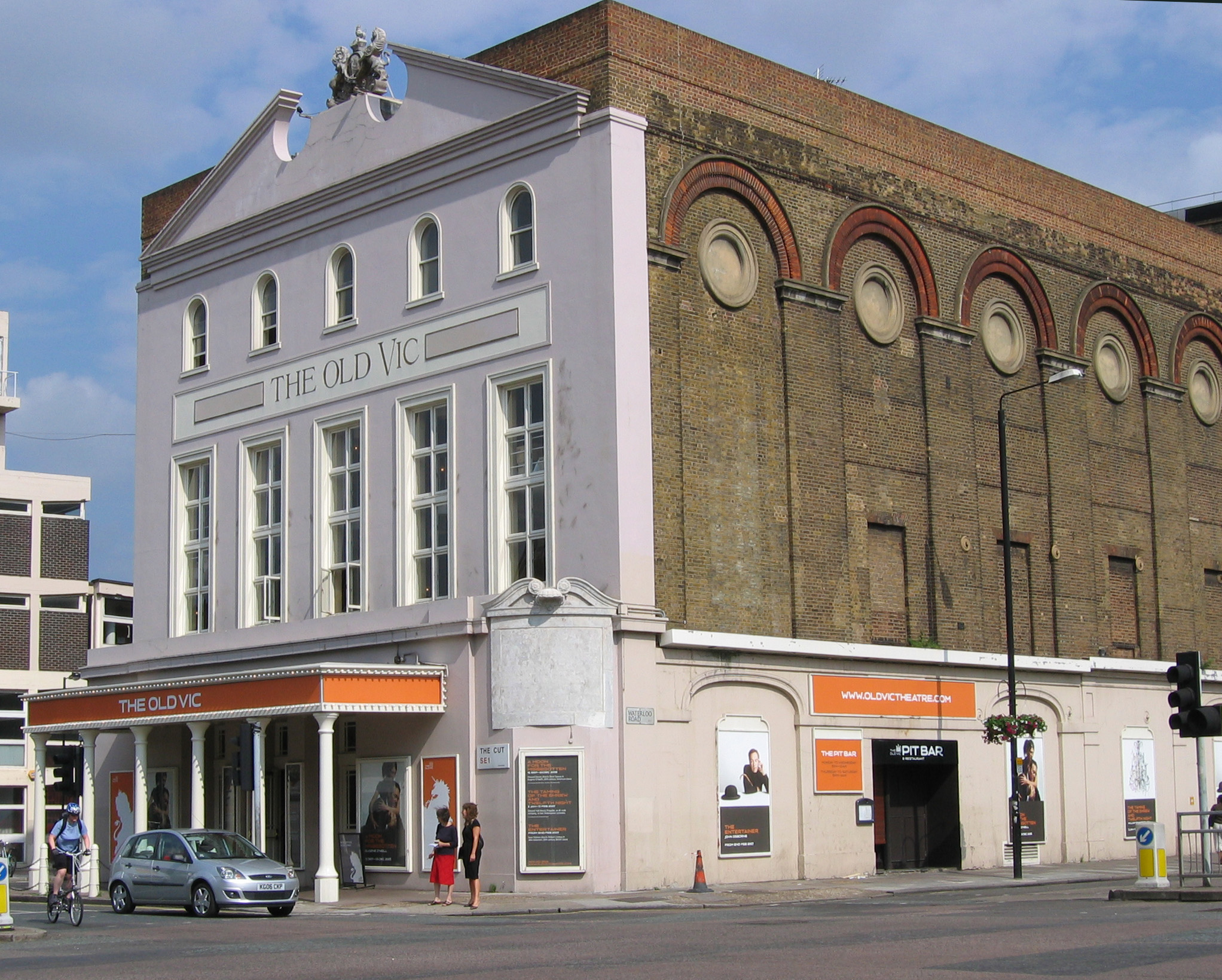
Teatr Old Vic w Lambeth (dyrektor artystyczny: Kevin Spacey)

- London County Hall – siedziba Dalí Universe, Sea Life London Aquarium i London Film Museum[12]
- Pałac Lambeth
- Florence Nightingale Museum[13] które znajduje się w Szpitalu św. Tomasza w Londynie
- Museum of Garden History[14]
- Royal National Theatre[15]
- Southbank Centre (największe centrum kultury i sztuki w Europie) w skład którego wchodzą:

- Royal Festival Hall
- Queen Elizabeth Hall
- Hayward Gallery
- Purcell Room
- The Old Vic Theatre[20]
- The Type Museum[21]
- South London Theatre[22]
- Bicha Gallery[23]
- The Oval (The Kia Oval) – stadion do krykieta na 23500 widzów, siedziba jednego z 18 profesjonalnych klubów krykietowych Surrey County Cricket Club[24]
- Brixton murals  - wielkoformatowa grafika na ścianach budynków tzw. Mural[25]
- O2 Academy Brixton – jedno z wiodących miejsc w Londynie słynących z muzycznych przedstawień itp[26]
- siedziba MI6 (Secret Intelligence Service)

## Edukacja
- Lambeth College[27]
- London Waterloo - Law School[28]
- London Waterloo Academy[29]
- South Chelsea College[30]
- Morley College[31]
- Marine Society College of the Sea[32]

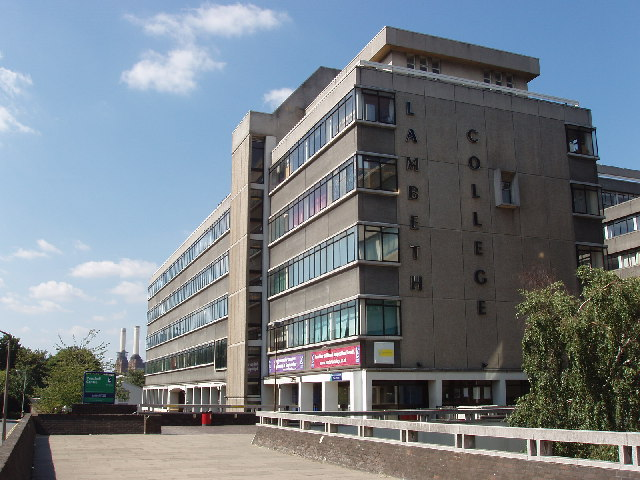
Lambeth College

- City & Guilds of London Art School[33]

## Znane osoby
W Lambeth urodzili się m.in. 
- David Bowie – piosenkarz
- Margaret Rutherford – aktorka
- Scott Parker – piłkarz
- Carl McCoy – muzyk
- Naomi Campbell – modelka
- Ken Livingstone – były burmistrz Londynu
- Arthur Sullivan – kompozytor
- John Nash – architekt
- Naveen Andrews – aktor
- Basement Jaxx – duet muzyków
- Roger Moore  - aktor
- Deborah Dyer – wokalistka
- Paul Simonon – muzyk z The Clash
- Mick Jones – muzyk z The Clash
- Lytton Strachey – krytyk i pisarz
- Patrick Wolf – muzyk
- Elly Jackson – muzyk z La Roux
- Roddy McDowall – aktor
- John Newlands – chemik
- Bernard Law Montgomery – dowódca wojskowy
- Simon Callow – aktor
- Peter Davison – aktor
- Nicholas Clay – aktor
- Des’ree – wokalistka
- Maxi Jazz – wokalista z Faithless